# Adolf von Oven

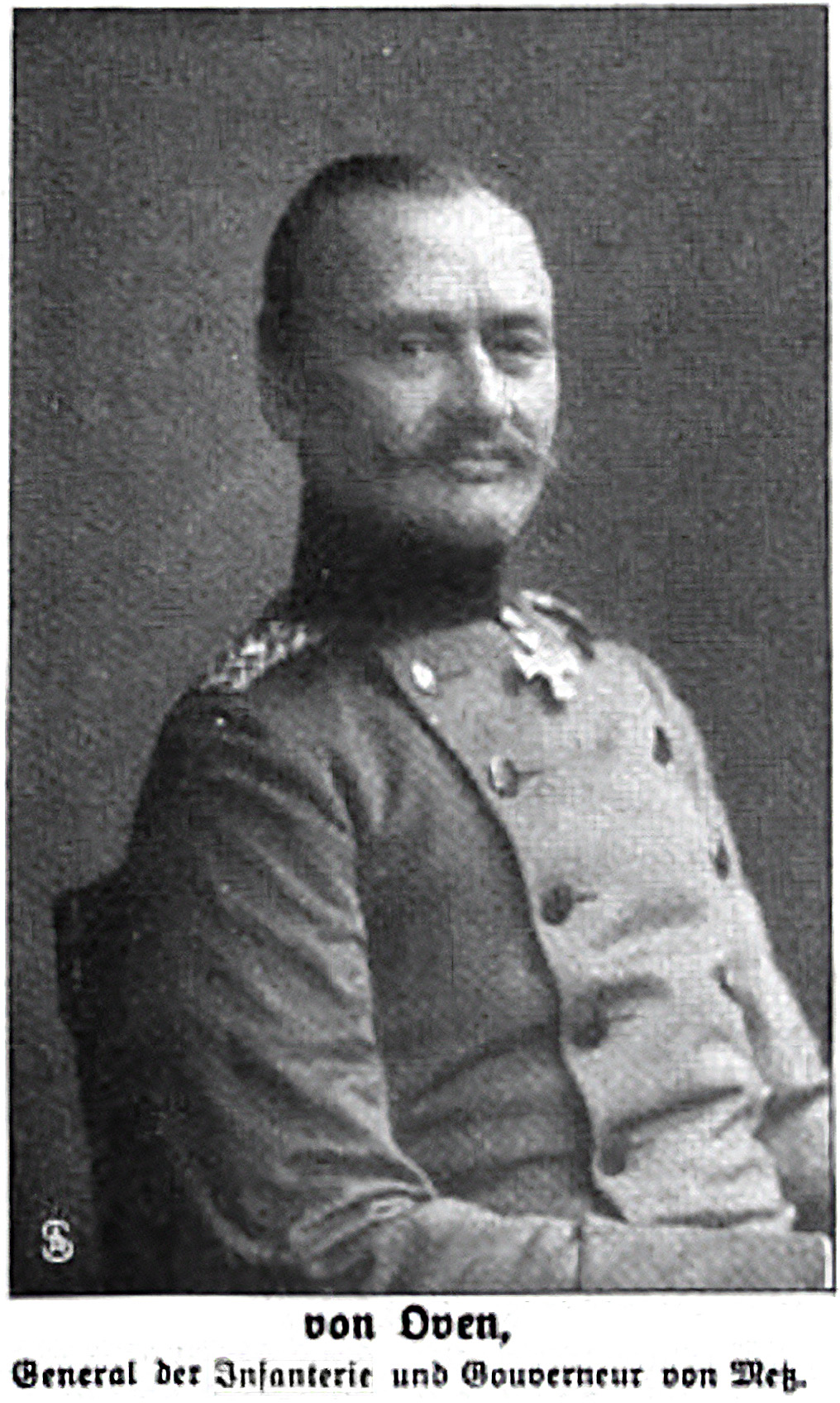
Adolf von Oven

Karl Adolf von Oven (* 30. Mai 1855 in Nikolskowo; † 6. Februar 1937 in Berlin-Wilmersdorf) war ein preußischer General der Infanterie.

## Leben

### Herkunft
Er war Angehöriger des Adelsgeschlecht Oven, Sohn des Landrats Karl von Oven (1824–1907) und dessen Ehefrau Emma Karoline Adolfine, geborene Gräfin von Westarp.

### Militärkarriere
Oven trat nach seiner Erziehung im elterlichen Hause und im Kadettenkorps am 19. April 1873 als Sekondeleutnant in das 7. Thüringische Infanterie-Regiment Nr. 96 der Preußischen Armee in Gera ein. Vom 16. November 1875 bis 19. Februar 1878 fungierte er als Adjutant des I. Bataillons und stieg anschließend zum Regimentsadjutant auf. Nachdem Oven am 15. August 1882 zum Premierleutnant befördert worden war, kommandierte man ihn vom 1. Oktober 1882 bis 21. Juli 1885 zur Kriegsakademie. Zwischenzeitlich hatte man Oven am 15. Februar 1885 nach Mörchingen in das Infanterie-Regiment „Graf Barfuß“ (4. Westfälisches) Nr. 17 versetzt. Von dort wurde er dann am 1. Mai 1886 zum Großen Generalstab kommandiert und zeitgleich mit der Beförderung zum Hauptmann dem Generalstab aggregiert. Neun Monate später folgte seine Versetzung zum Generalstab des III. Armee-Korps. Kurzzeitig wurde Oven vom 2. bis 22. April 1889 in den Großen Generalstab versetzt, ehe er dann nach Straßburg in den Generalstab der 31. Division kam. Vom 27. Januar 1891 bis 28. März 1892 trat Oven in den Truppendienst zurück und fungierte als Kompaniechef im Infanterie-Regiment „Herwarth von Bittenfeld“ (1. Westfälisches) Nr. 13 in Münster. Anschließend wurde Oven Erster Generalstabsoffizier im Stab der 22. Division in Kassel und in dieser Stellung am 31. Mai 1892 zum Major befördert. Am 17. Oktober 1893 wurde Oven nochmals in den Großen Generalstab versetzt, aber von dort direkt weiter zum Generalstab der V. Armee-Inspektion kommandiert. Hier war er bis zum 21. März 1897 tätig und übernahm dann als Kommandeur das II. Bataillon des 3. Garde-Regiments zu Fuß. Oven gab das Bataillon am 26. Januar 1899 ab, wurde zum Oberstleutnant befördert und gleichzeitig mit der Wahrnehmung der Geschäfte als Abteilungschef im Großen Generalstab beauftragt. Bis zu seiner Ernennung zum Abteilungschef am 22. Mai 1900 war Oven zeitgleich als Lehrer an der Kriegsakademie tätig. Bereits am 9. Juli 1900 erfolgte dann seine Ernennung zum Chef des Generalstabes des VIII. Armee-Korps unter dem Kommandierenden General Erbgroßherzog Friedrich von Baden. Als Oberst (seit 18. April 1901) wurde Oven am 18. August 1902 Kommandeur des in Frankfurt (Oder) stationierten Grenadier-Regiments „Prinz Carl von Preußen“ (2. Brandenburgisches) Nr. 12. Dieses Kommando gab Oven nach über zwei Jahren ab und wurde Mitte Oktober 1904 mit der Führung der 16. Infanterie-Brigade in Torgau beauftragt. Zeitgleich mit der Beförderung zum Generalmajor am 27. Januar 1905 wurde er Brigadekommandeur. Am 19. Dezember 1907 folgte seine Versetzung nach Magdeburg, wo er zunächst mit der Führung der 7. Division beauftragt und mit seiner Beförderung zum Generalleutnant am 27. Januar 1908 zum Divisionskommandeur ernannt wurde. Seine letzte Friedensdienststellung war ab 5. November 1911 die des Militärgouverneurs der strategisch wichtigen Festung Metz. Als solcher wurde Oven am 13. September 1912 zum General der Infanterie befördert. Mit Erreichen der Dienstaltersgrenze wurde Oven am 3. Februar 1914 von seinem Posten abgelöst, à la suite des Grenadier-Regiments „Prinz Carl von Preußen“ (2. Brandenburgisches) Nr. 12 sowie zur Disposition gestellt.

#### Erster Weltkrieg
Zu Beginn des Ersten Weltkriegs wurde Oven gemäß seiner Mobilmachungsbestimmung reaktiviert und übernahm wieder den Posten als Gouverneur von Metz. Als solcher beteiligte er sich von dort aus an den Grenzschlachten sowie vom 20. bis 21. August 1914 an der Schlacht in Lothringen auf dem rechten Flügel der 6. Armee. In der anschließenden Schlacht bei Longwy kommandierte er das nach ihm benannte Korps, das aus der Hauptreserve der Festung Metz sowie der 5. Landwehr-Division bestand und auf dem linken Flügel der 5. Armee in die Kämpfe eingriff. Aufgrund seiner guten Führung wurde Oven daraufhin zusätzlich als Vertreter des Kommandierenden Generals Hermann von Strantz mit der Führung des V. Armee-Korps beauftragt. Mit dem Korps kam er zwischen Maas und Mosel zum Einsatz, kämpfte bei Combres und Les Eparges und rückte dann weiter auf Verdun vor. Aufgrund von Meinungsverschiedenheiten mit seinem vorgesetzten General wurde Oven am 12. Mai 1915 von seinem Posten entbunden, behielt aber seine Stellung als Gouverneur von Metz.
Unter Beibehaltung dieser Stellung erfolgte am 7. Mai 1917 seine Ernennung zum Führer der neugebildeten Gruppe Metz. Diese bestand aus verschiedenen Divisionen und selbständigen Brigaden und wurde als Bindeglied beiderseits der Mosel in die Front eingeschoben. Hier beteiligte sie sich an den dort stattfindenden Kämpfen. In Anerkennung seiner Kriegsverdienste verlieh ihm Wilhelm II. am 22. September 1918 den Orden Pour le Mérite. Gleichzeitig wurde seine Mobilmachungsbestimmung aufgehoben und Oven endgültig in den Ruhestand verabschiedet.

### Familie

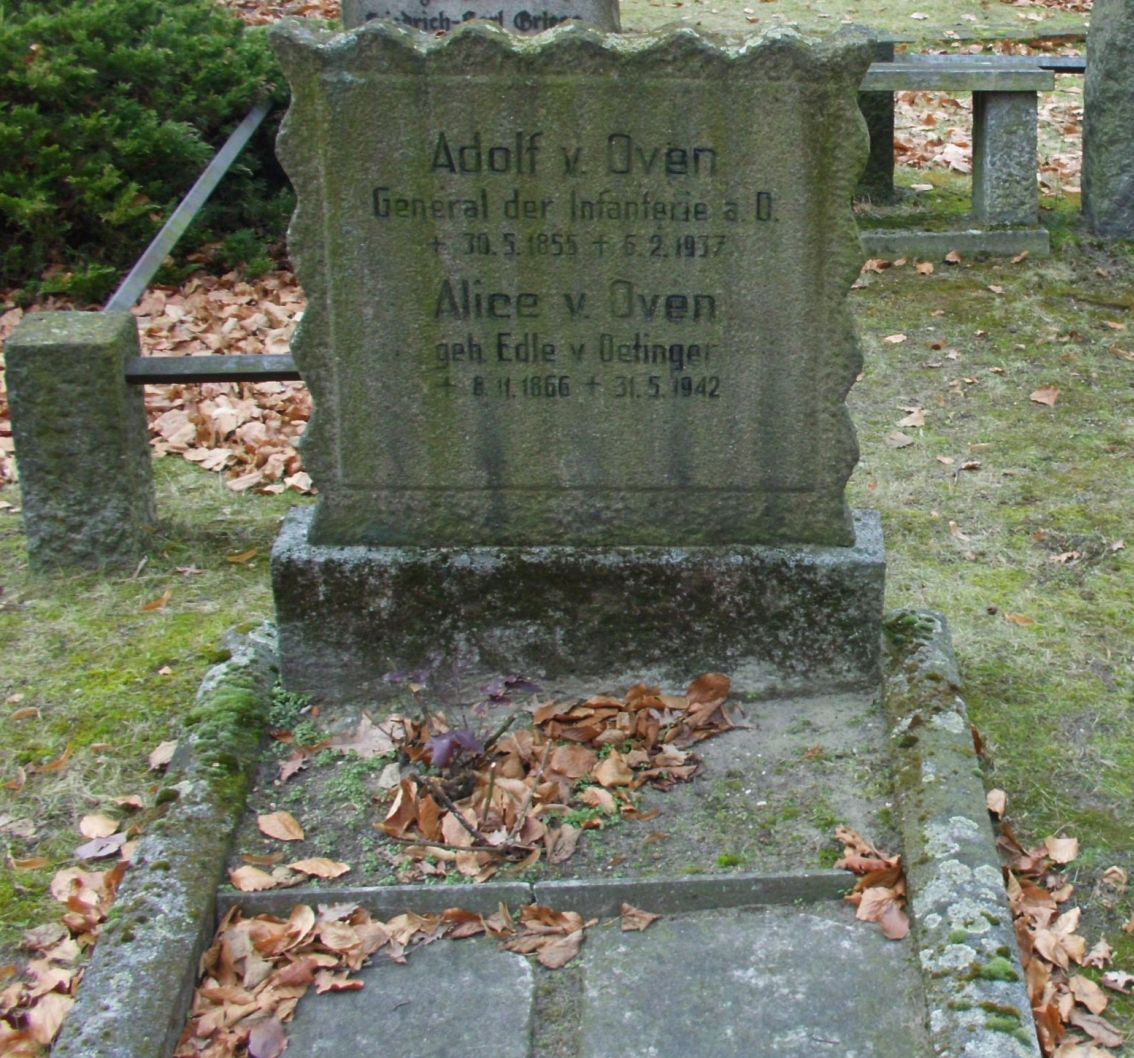
Grabstelle von Adolf und Alice von Oven auf dem Invalidenfriedhof Berlin (Zustand 2013)

Adolf von Oven war mit Alice Edle von Oetinger (1866–1942) verheiratet. Beide wurden auf dem Invalidenfriedhof Berlin bestattet. Das Grab ist erhalten.

## Auszeichnungen
- Roter Adlerorden II. Klasse mit Eichenlaub und Stern[1]
- Kronenorden I. Klasse[1]
- Preußisches Dienstauszeichnungskreuz[1]
- Ehrenkreuz III. Klasse des Fürstlichen Hausordens von Hohenzollern[1]
- Ritter des Ordens Berthold des Ersten[1]
- Komtur II. Klasse des Ordens vom Zähringer Löwen[1]
- Bayerischer Militärverdienstorden I. Klasse[1]
- Reußisches Ehrenkreuz III. Klasse[1]
- Komtur I. Klasse des Herzoglich Sachsen-Ernestinischen Hausordens[1]
- Kommandeur des Ordens der Krone von Rumänien[1]